# Léon Bronckaert
Léon Auguste Marie Bronckaert est un gymnaste belge né le 28 juin 1893.

## Biographie
Léon Bronckaert fait partie de l'équipe de Belgique qui remporte la médaille de bronze en système suédois par équipes aux Jeux olympiques d'été de 1920 se tenant à Anvers.